# Serianus minutus
Serianus minutus är en spindeldjursart som först beskrevs av Banks 1908.  Serianus minutus ingår i släktet Serianus och familjen Garypinidae. Inga underarter finns listade i Catalogue of Life.